# Rua 5 de Julho
La rue du 5 juillet (en portugais : Rua 5 de Julho) est une rue du quartier de Plateau à Praia au Cap-Vert.

## Présentation
Anciennement nommée Rua D. Luís en l'honneur du roi Louis Ier, elle a été rebaptisée en l'honneur du 5 juillet 1975, le jour de l'indépendance du Cap-Vert. 
Elle s'étend du sud au nord, parallèlement à l'Avenida Amílcar Cabral et à la Rua Serpa Pinto. 
La place d’Alexandre Albuquerque se trouve à son extrémité sud. 
Il devenue rue piétonnière au début du XXIe siècle.

## Bâtiments de la rue
Les bâtiments remarquables de la rue:
- Musée ethnographique de Praia
- Marché municipal

## Galerie

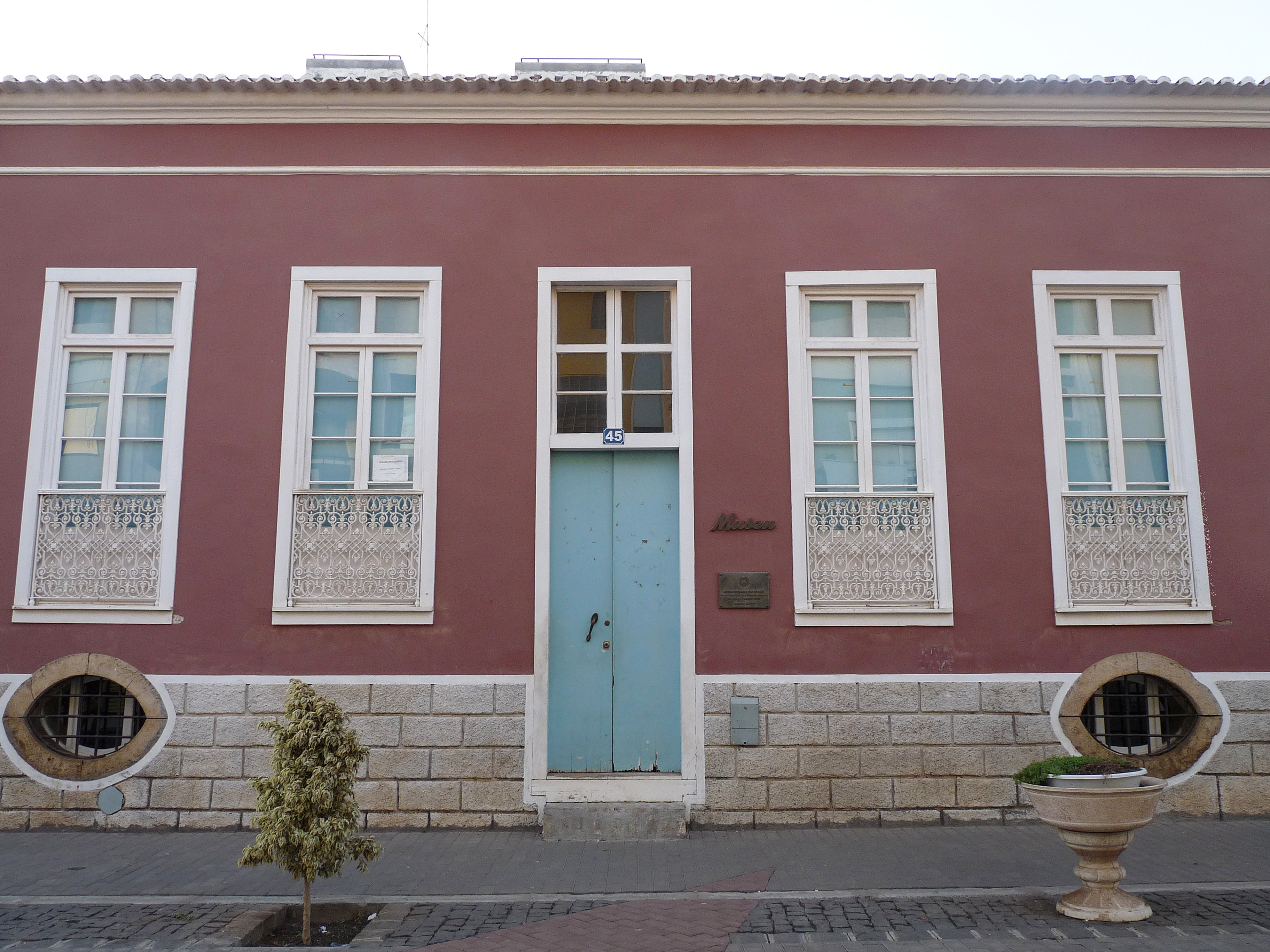
Musée ethnographique
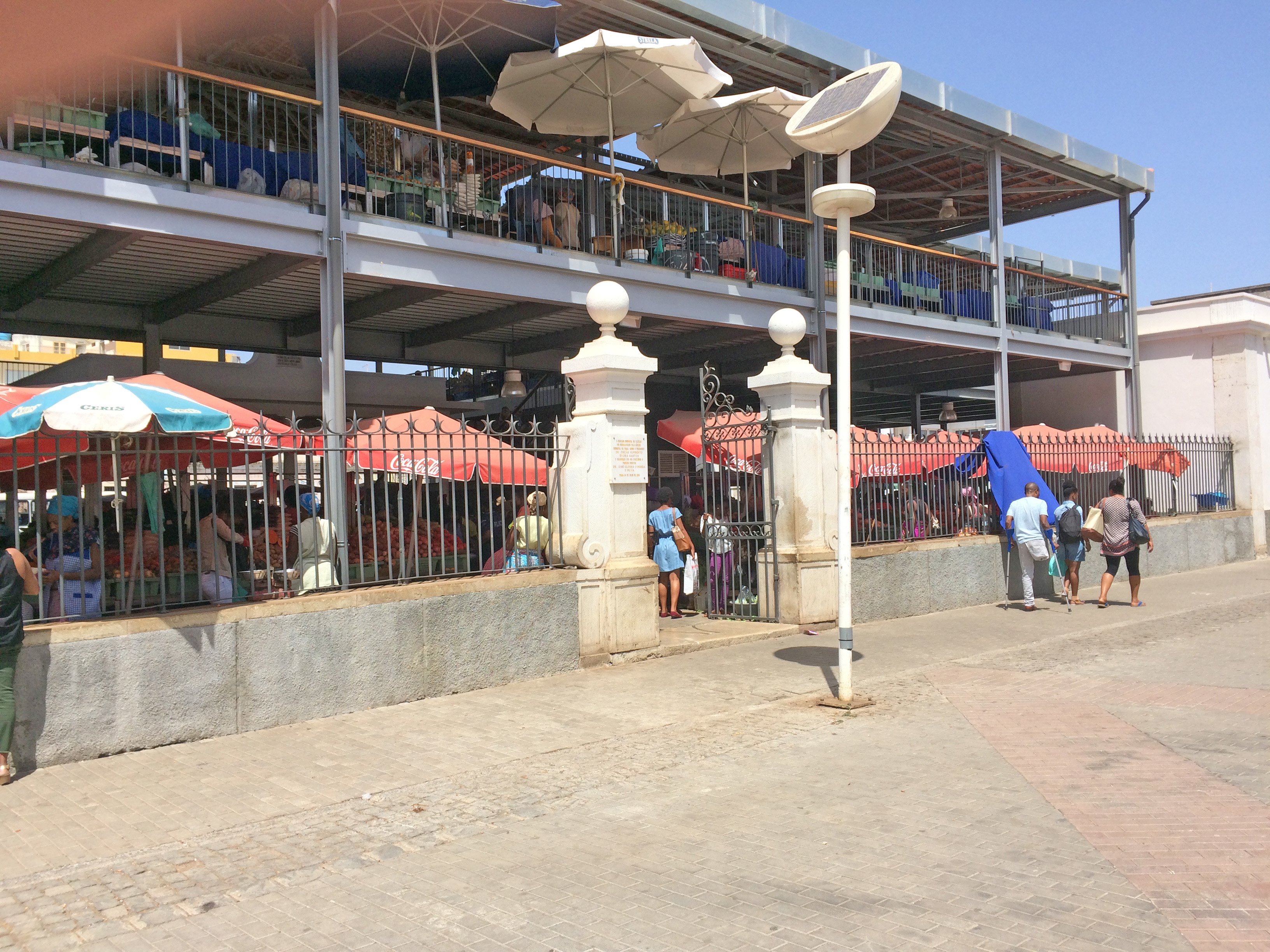
Marché municipal.